# سرخس بندکفشی
سرخس بندکفشی (نام علمی: Vittaria) نام یک سرده از زیرخانواده بندکفشیان است.